# PXR5
PXR5 is een muziekalbum van de Britse band Hawkwind; het bevat nummers die live opgenomen zijn, maar ook studiomateriaal en een mix daarvan.

## Geschiedenis
Na Astounding Sounds, Amazing Music ging de band op tournee als zevenmans band. Bob Calvert was inmiddels weer teruggekeerd en de samenstelling Bob Calvert, Dave Brock, Nik Turner (saxofoons, dwarsfluit), Paul Rudolph (basgitaar), Simon House (synths, viool), Simon King en Alan Powell (drums) leek stabiel te zijn. Echter na de tournee verbrokkelde de band en bleven alleen Calvert, Brock, House en King over. Deze combinatie aangevuld met Adrian Shaw verzorgde de tournee, terwijl Quark, Strangeness and Charm werd uitgebracht. Hawkwind toerde een aantal maanden, waarbij Calvert zich steeds vreemder begon te gedragen. Dat leidde uiteindelijk tot een zenuwinzinking bij Calvert en het stilleggen van concerten en de opnamen voor PXR5. Tijdens die tournee werden al nummers van PXR5 gespeeld. Nadat Calvert weer enigszins hersteld was, begonnen hij en Brock weer langzaam op gang te komen, niet als Hawkwind, maar als Sonic Assassins. Calvert en Brock schakelden leden van de band Ark in om een kleine tournee te houden. Harvey Bainbridge, Martin Griffin en Paul Hayles gingen mee op concertreis, toen door de labiliteit van Calvert het weer bijna misging (hij weigerde op te treden, maar werd uiteindelijk overgehaald).
In januari 1977 ging de vijfmansband Hawkwind weer de geluidsstudio in voor het album dat PXR5 zou gaan heten. Live-opnamen van voor het stilleggen van de band werden gemixt met studio-opnamen en er werden nieuwe nummers opgenomen, andere werden ingezongen door andere leden van de band. Eind februari 1977 was het album af en werd de Rockfield Studio te Monmouthshire verlaten. Tegelijkertijd kondigde Simon House aan dat hij de band zou verruilen voor David Bowie. Hij speelde nog wel mee met een aantal concerten, maar werd al snel vervangen door Paul Hayles. In april 1977, na de Amerikaanse concerten, verkocht Brock zijn gitaar; hij zag geen mogelijkheid om de band voort te zetten. Hawkwind werd opgeheven, een nieuwe versie kon voorlopig vanwege rechten niet gestart worden. Inmiddels lag er dus een album op de planken, zonder dat er een band was. Het album werd niet uitgegeven. Brock en Calvert gingen niet bij de pakken neerzitten en er kwam een nieuwe band Hawklords, bestaande uit Brock, Calvert, King, Bainbridge, Steve Swindells (uit Pilot) en Griffin. Nadat het geschil over de rechten van de naam Hawkwind en het (relatieve) succes van Hawklords verscheen in juni 1979 dan eindelijk PXR5, tevens het eind van de verbintenis Hawkwind en Charisma Records. Calvert was achteraf niet tevreden met het resultaat.
Na PXR5 bleven personeelswisselingen de band teisteren.

## Muziek
De muziek van de band bleef gedurende de personele wisselingen en strubbelingen grotendeels ongewijzigd: rechttoe rechtaan rockmuziek, waarbij up-tempo drums en basgitaar de basis leggen voor muziek die maar doordendert. Melodielijnen lijken daarbij onbelangrijk, de teksten worden bijna declamerend de microfoon, de megafoon of zaal ingezongen/ingesproken. PXR5 bevat nummers uit deze categorie, maar er zijn ook meer nummers die meer richting de commerciële muziek opgaan. De opening is echter met Death trap een punkachtig nummer, maar voor dat genre is het nummer zelf te lang.
PXR5 van een spacerockband kan niet zonder verwijzingen naar sciencefiction. Jack of Shadows (Nederlands: Jack van de schaduwen) is een roman van Roger Zelazny, High rise (Nederlands Torenflat) is een titel van een boek van J.G. Ballard over ontbinding van de maatschappij en Robot behandelt de problemen met robots en verwijst naar de verhalenreeks I, Robot (Nederlands: Ik, Robot) van Isaac Asimov en zijn (toen nog) De drie wetten van de robotica. Uncle Sam's on Mars (werktitel Vikings on Mars) is een protestlied over de expansiedrang van de Amerikanen, ontdekken, McDonald's, de autowegen, liefst meerdere auto's per gezin, creditcards en als alles leeg is bombarderen. Het nummer behandelt anno 1979 al de kwestie van de opwarming van de Aarde en bevat delen van het gesprek tussen Neil Armstrong en Richard Nixon ten tijde van de Maanlanding op 1 juli 1969. Het nummer P.X.R 5 (met puntjes in tegenstelling tot de titel van het album) gaat over het uiteenvallen van vorige bandsamenstellingen ("Three of our crew who were with us then did not survive. Their life suppert’s could not take the strain and so the died..."). Infinity bevat teksten die als tijdens de concerten behorend bij album Space ritual te horen waren. We like to be frightened gaat over de liefde voor horrorfilms.

## Hoes
De hoes vermeldt als titel PXR5, de rug P.X.R.5. De eerste oplage van het album liet op de achterkant een foutieve verbinding zien, om te waarschuwen tegen de mogelijke gevolgen van die verkeerde verbinding moest er een sticker overheen geplakt worden.

## Musici
- Bob Calvert – zang
- Dave Brock – zang, gitaar, synthesizers
- Adrian Shaw – basgitaar, zang
- Simon House – synthesizers, viool
- Simon King – slagwerk

## Muziek
| Nr. | Titel                                                                                                 | Duur |
| --- | --- | ---- |
| 1.  | Death trap (Calvert, Brock;opgenomen januari 1978 studio)                                             | 3:51 |
| 2.  | Jack of Shadows (Calvert, House, Shaw;opgenomen januari 1978 studio)                                  | 3:18 |
| 3.  | Uncle Sam’s on Mars (Calvert, Brock, House, King; opgenomen tijdens concerten Hammersmith Odeon 1977) | 5;45 |
| 4.  | Infinity (Calvert, Brock;; opgenomen in Week Park Farm)                                               | 4:17 |
| 5.  | Life form (Brock; opgenomen in Week Park Farm)                                                        | 1:44 |

| Nr. | Titel                                                                                              | Duur |
| --- | -------------------------------------------------------------------------------------------------- | ---- |
| 1.  | Robot (Calvert, Brock; opgenomen tijdens concerten DelMontford Hall, Leicester, november 1977)     | 8:15 |
| 2.  | High rise (Calvert, House; opgenomen tijdens concerten DelMontford Hall, Leicester, november 1977) | 4:36 |
| 3.  | P.X.R 5 (Brock; opgenomen januari 1978)                                                            | 5:39 |

| Nr. | Titel                                                    | Duur |
| --- | -------------------------------------------------------- | ---- |
| 9.  | Jack of Shadows (studioopname)                           | 3:40 |
| 10. | We like to be frightened (12 februari 1978 opgenomen)    | 2:46 |
| 11. | High rise (3 februari 1978 opgenomen)                    | 4:43 |
| 12. | Robot (eerste versie, 25 januari 1978 opgenomen)         | 9:24 |
| 13. | Jack of Shadow (Shaw zong op 3 februari 1978)            | 3:54 |
| 14. | High rise (andere mix)                                   | 4:37 |
| 15. | P.X.R 5 (12 februari 1978 opgenomen, ander intro)        | 5:40 |
| 16. | Quark, strangeness and charm (live opgenomen maart 1978) | 2:38 |

PXR5 is daarna gebruikt als aanduiding van een type connector/plug van Neutrik voor audiosystemen, een type horloge en een temperatuurcontrolesysteem

## Hitnotering
In Engeland stond het album 5 weken in de lijst.
| Hitnotering: 30-06-1979 t/m 03-08-1979 | Hitnotering: 30-06-1979 t/m 03-08-1979 | Hitnotering: 30-06-1979 t/m 03-08-1979 | Hitnotering: 30-06-1979 t/m 03-08-1979 | Hitnotering: 30-06-1979 t/m 03-08-1979 | Hitnotering: 30-06-1979 t/m 03-08-1979 | Hitnotering: 30-06-1979 t/m 03-08-1979 |
| Week:                                  | 1                                      | 2                                      | 3                                      | 4                                      | 5                                      |                                        |
| -------------------------------------- | -------------------------------------- | -------------------------------------- | -------------------------------------- | -------------------------------------- | -------------------------------------- | -------------------------------------- |
| Positie:                               | 62                                     | 59                                     | 66                                     | 69                                     | 74                                     | uit                                    |